# Helcogramma lacuna
Helcogramma lacuna és una espècie de peix de la família dels tripterígids i de l'ordre dels perciformes.

## Hàbitat
És un peix marí de clima tropical que viu entre 1-7 m de fondària.

## Distribució geogràfica
Es troba a la costa tailandesa de la Mar d'Andaman.